# Dan Berglund

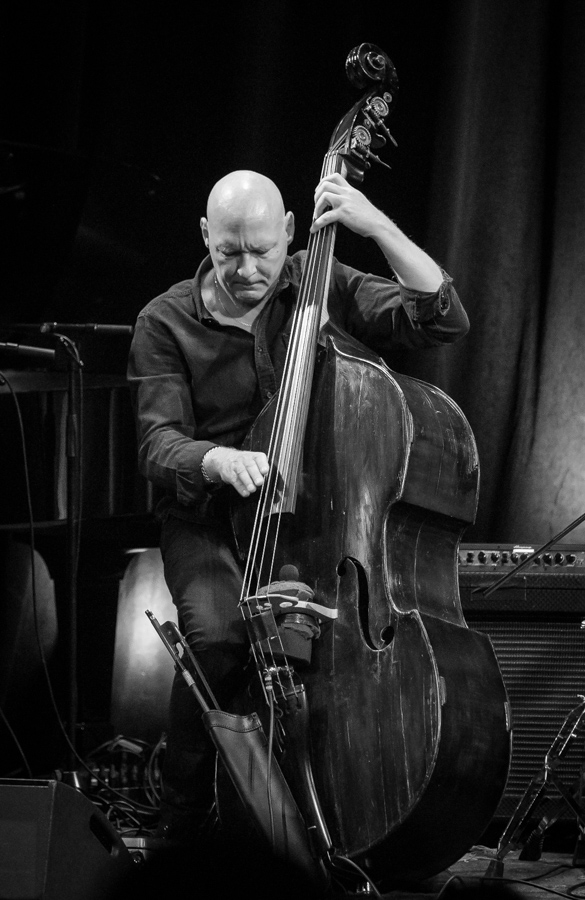
Dan Berglund (2017)

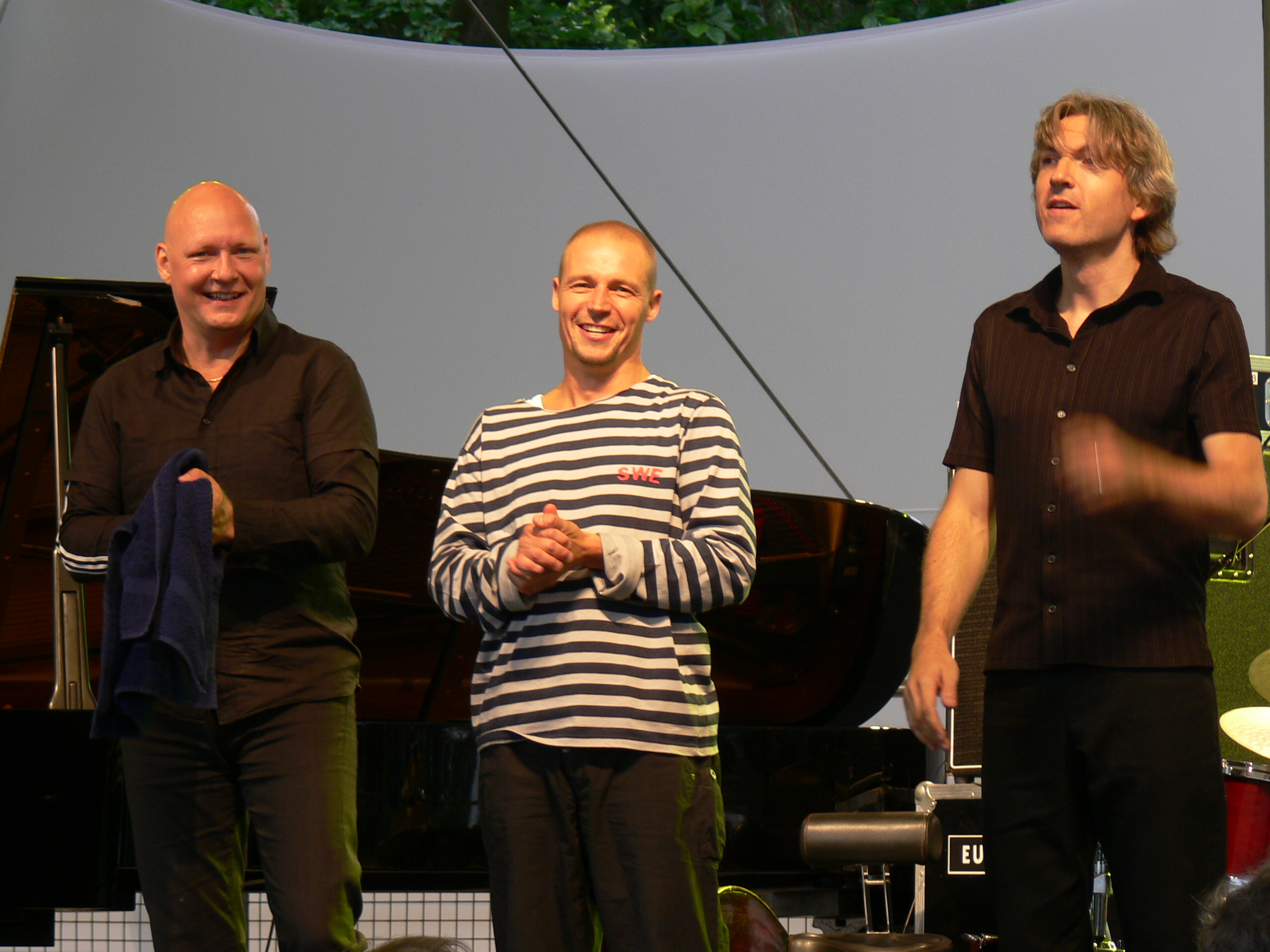
Dan Berglund (links) als onderdeel van het Esbjörn Svensson Trio in 2007

Dan Berglund (Pilgrimstad, 5 mei 1963) is een Zweeds jazzbassist.
Berglund, die in zijn jeugd met gitaar en basgitaar was begonnen, speelde contrabas in Östersund in het regionale symfonieorkest aldaar. In 1990 verhuisde hij naar Stockholm om aan de Kungliga Musikaliska Akademien te studeren. Daar speelde hij in jazzensembles; onder andere in het kwintet van Lina Nyberg. In 1993 werd hij lid van het Esbjörn Svensson Trio, een zeer succesvol jazzpianotrio waarmee hij veel albums opnam, tv-optredens had en over de hele wereld toerde. Na het overlijden van frontman Esbjörn Svensson in 2008 richtte Berglund in 2009 zijn eigen band Tonbruket op met musici van buiten de jazz, waarmee hij de kant van fusion op is gegaan. Het album Dig It to the End van Tonbruket won in 2010 de Gyllene skivan ('gouden schijf').

## Discografie metTonbruket
- Dan Berglund Tonbruket (2009)
- Tonbruket Dig It to the End (2011)
- Tonbruket Nubium Swimtrip (2013)
- Tonbruket Forevergreens (2016)
- Tonbruket Live salvation (2018)

- Bibliothèque nationale de France: cb14155136d (data)
- Gemeinsame Normdatei: 135102464
- International Standard Name Identifier: 0000 0001 1877 1143
- Library of Congress Control Number: n94075034
- MusicBrainz: ed09faad-17c3-4d16-854e-61c3f80c1811
- Nationale Bibliotheek van Tsjechië: jo2015886382
- LIBRIS: 352560
- Système universitaire de documentation: 084271639
- Virtual International Authority File: 64214963